# St. Georg (Neubrandenburg)

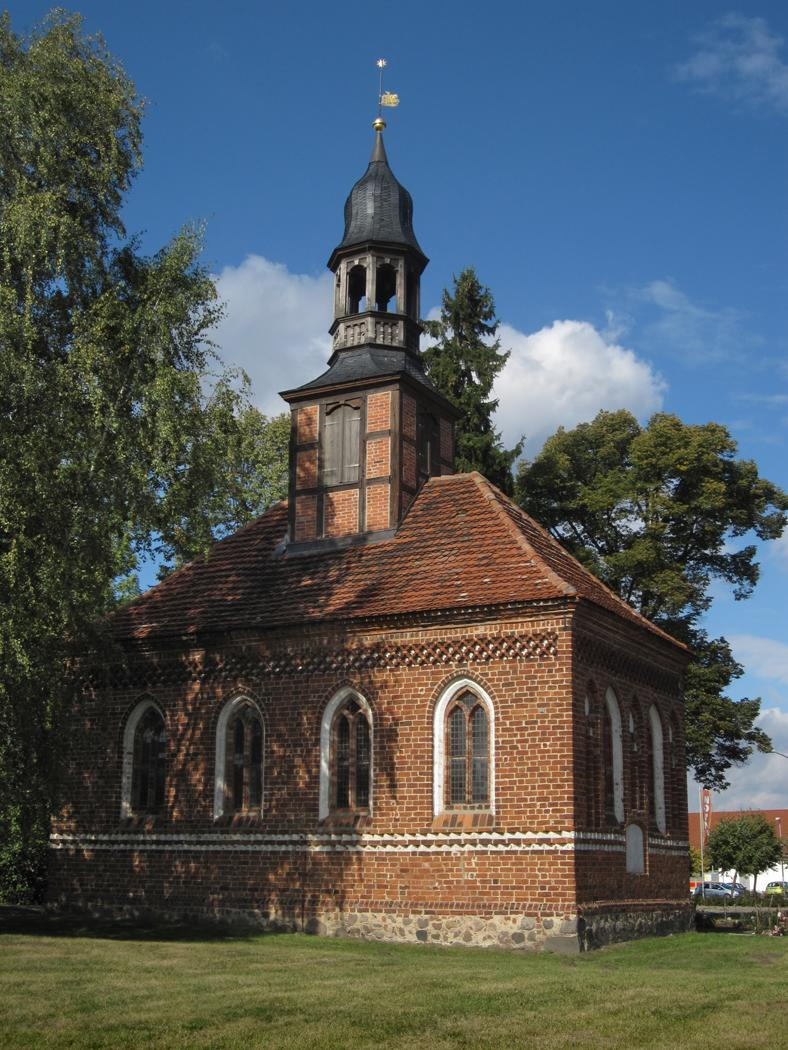
St. Georg von Süden

Die Kapelle St. Georg in Neubrandenburg ist eine frühgotische Backsteinkapelle aus der 1. Hälfte des 15. Jahrhunderts. Sie liegt außerhalb der Neubrandenburger Altstadt vor dem Treptower Tor und gehört zur Kirche St. Johannis. Es ist die einzig erhaltene von drei mittelalterlichen Kapellen vor den Toren Neubrandenburgs.

## Geschichtliches

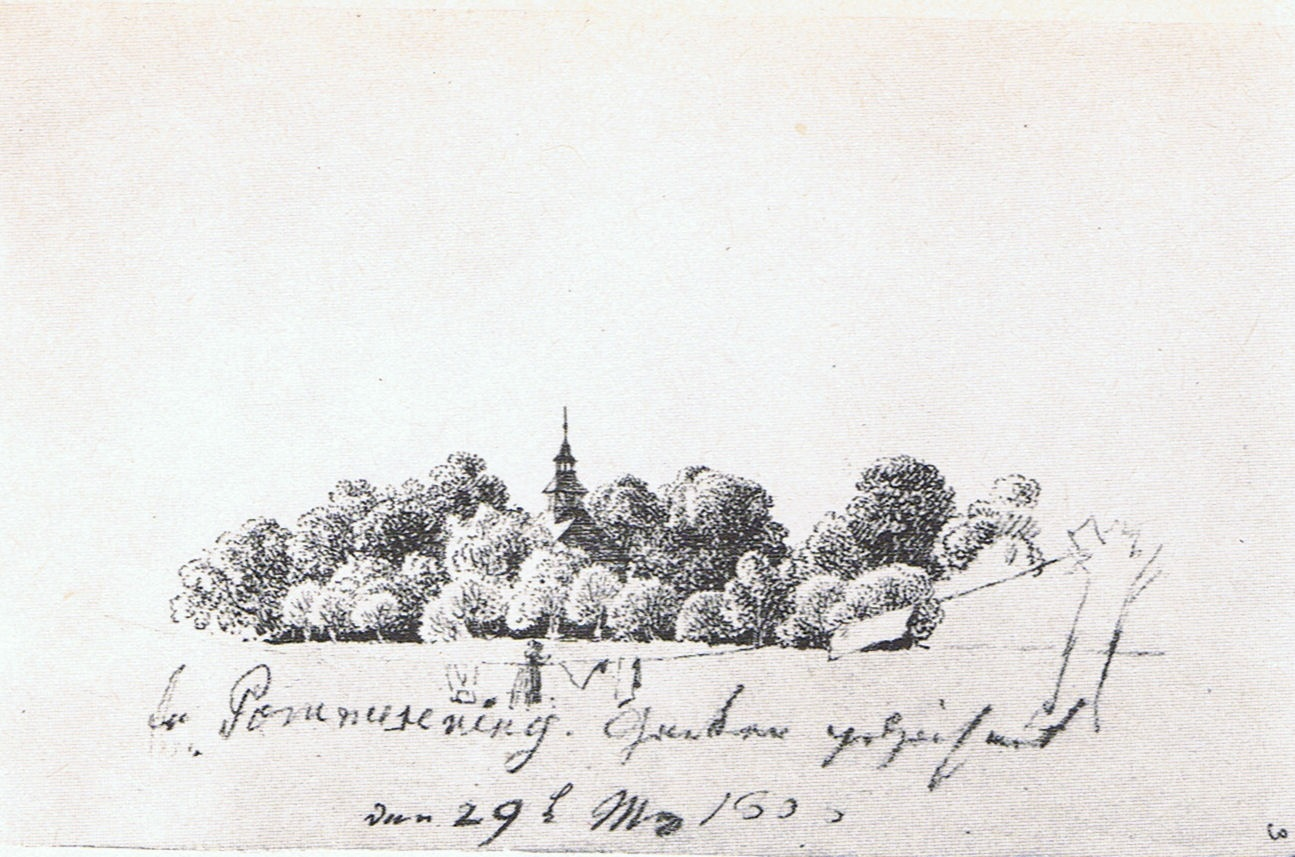
Caspar David Friedrich: Kapelle St. Georg, 1806

Im Mittelalter gehörte die Kapelle zusammen mit einigen umliegenden Gebäuden zu einem Hospital. Abgesondert von der Stadtbevölkerung wurden hier Pilger betreut, die oft mit Aussatz und anderen ansteckenden Krankheiten von den Pilgerreisen zurückkehrten. Später versorgte man auch Pestkranke.
Vom 18. Jahrhundert an fanden in den Spitalgebäuden gebrechliche ältere Bürger der Stadt Aufnahme. Nach Auflösung des Bürgerhospitalvereins dienten die Häuser als normale Wohngebäude. Heute werden sie als Hotel mit Restaurant genutzt.
Die Kapelle selbst ist nach Abschluss einer Sanierung im Jahr 1994 wieder öffentlich zugänglich. Es finden sporadisch Gottesdienste und Hochzeiten, zeitweilig auch Musikveranstaltungen statt.
Die Kapelle ist das Motiv einer Zeichnung des Malers Caspar David Friedrich vom 29. Mai 1806.

## Bauwerk

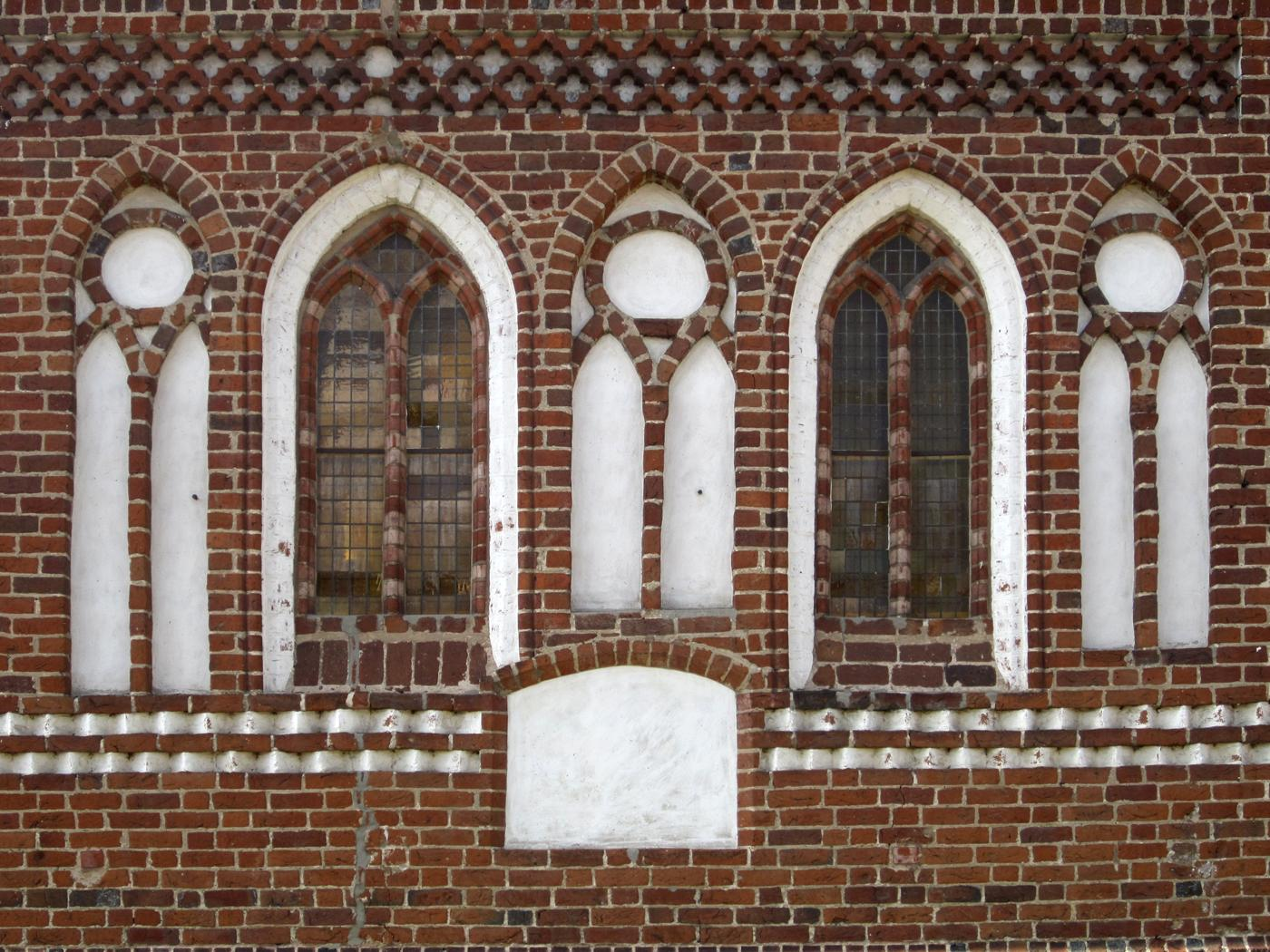
Ostwand mit Zierfriesen, Spitzbogenfenstern und Blendnischen

Der ungewölbte, rechteckige Backsteinbau ruht auf einem Feldsteinsockel. Er ist 10,90 m lang und 5,70 m breit und von einem Walmdach gedeckt. Darauf sitzt mittig ein quadratischer Fachwerk-Dachturm mit oktogonaler Laterne und Haube. Er stammt in seiner jetzigen Form aus der zweiten Hälfte des 18. Jahrhunderts, wurde aber 1994 durch einen Nachbau ersetzt.
Umlaufende Friese zieren das Mauerwerk, ein mehrschichtiger Vierpassfries unterhalb der Traufe und ein doppeltes Deutsches Band unterhalb der Fenster. An der Nord- und Westwand befinden sich Spitzbogenportale mit profiliertem Gewände. Die zwei Spitzbogenfenster der Ostwand sind von Spitzbogenblendnischen eingerahmt. Unter der mittleren, unten etwas verkürzten Blendnische befindet sich eine Segmentbogennische. Sie enthielt vermutlich ursprünglich eine bildliche Darstellung.

## Inneres und Ausstattung
Das schlichte Innere der Kapelle ist durch breite Spitzbogennischen gegliedert. 
In einen Wandpfeiler im Nordosten ist ein Hostienschrein aus Eiche eingelassen.
Aufgehängt an einem Nordfenster findet man ein Fragment einer Glasmalerei aus dem 14. Jahrhundert. Dargestellt ist ein bärtiger Männerkopf.
Ursprünglich verfügte die Kapelle über einen dreiflügeligen Altaraufsatz mit Schnitzwerk und Malereien. Dieses Kunstwerk steht jetzt im Nebenschiff der Johanniskirche (Stand 2012).